# Helen Ward (futbolista)
Helen Jane Ward (Brent, Londres; 26 de abril de 1986) es una futbolista galesa nacida en Inglaterra. Juega como delantera en el Watford de la FA Women's National League South de Inglaterra. Es internacional con la selección de Gales.
Ward pasó previamente tres temporadas con el Chelsea, club al que se unió en 2010 procedente del Arsenal. Nacida en el distrito londinense de Brent, Ward comenzó su carrera a los 14 años en el Watford Ladies, donde fue una goleadora prolífica y capitana del equipo.
Ward jugó para la selección sub-23 de Inglaterra en 2007, pero eligió representar a Gales en la categoría absoluta al año siguiente. Con 44 goles, es la máxima goleadora histórica de su selección.

## Trayectoria
Ward comenzó su carrera en el Watford Ladies, al que se unió a la edad de nueve años y progresó hasta convertirse en capitana del primer equipo. En enero de 2009 se trasladó al Arsenal Ladies, anotando en su debut más tarde ese mes cuando las Gunners vencieron al Colchester United en la Women's FA Cup.
En septiembre de 2010, se incorporó al Chelsea Ladies.
En diciembre de 2013, Ward anunció una transferencia al Reading. Allí se reencontró con su excompañera en el Arsenal y la selección de Gales, Jayne Ludlow, quien fue entrenadora del Reading. Tras una pausa en su carrera, volvió a las canchas antes de la temporada 2015 de la segunda división inglesa después de dar a luz a su hija Emily en septiembre de 2014.
El 8 de febrero de 2017, Ward se unió al recién ascendido Yeovil Town Ladies, pero se vio obligada a rescindir su contrato tras anunciar que estaba embarazada de su segundo hijo.
La delantera regresó al club de su ciudad natal Watford FC de cara a la temporada 2017-18.
En febrero de 2021, Ward fue cedida al London Bees mientras el Watford esperaba que se reanudara la temporada debido a la pandemia de COVID-19.
En julio de 2007, Ward tuvo 10 minutos de juego con la sub-23 de Inglaterra, entrando como suplente en una derrota por 4-1 en la Copa Nórdica ante Finlandia.
Ward representó a Inglaterra en la categoría sub-23, pero debido a su abuelo materno galés, debutó con laselección absoluta de Gales en un encuentro ante Luxemburgo el 30 de septiembre de 2008. Gales remontó el resultado para ganar por 6-1, con la delantera anotando el segundo gol.
En agosto de 2010, Ward hizo llover 6 goles sobre la portería de Azerbaiyán cuando Gales se fue con una victoria por 15-0. Al momento de disputar su partido internacional número 50, contra Bielorrusia en septiembre de 2013, ya tenía 30 goles internacionales en su registro personal. A octubre de 2021, Ward es la máxima goleadora histórica del conjunto galés con 44 goles en 99 partidos.
El 8 de abril de 2022, Ward entró al Club de los 100 al disputar su centenar de partidos con Gales en una derrota por 2-1 ante Francia en la clasificación para la Copa Mundial de 2023.

## Estadísticas

### Clubes
| Club                 | País       | Año         |
| -------------------- | ---------- | ----------- |
| Watford              | Inglaterra | ¿? - 2009   |
| Arsenal              | Inglaterra | 2009 - 2010 |
| Chelsea              | Inglaterra | 2010 - 2013 |
| Reading              | Inglaterra | 2013 - 2017 |
| Watford              | Inglaterra | 2017 - 2021 |
| London Bees (cedida) | Inglaterra | 2021        |
| Watford              | Inglaterra | 2021        |

## Palmarés

### Títulos nacionales
| Título                         | Club    | País       | Año     |
| ------------------------------ | ------- | ---------- | ------- |
| Women's FA Cup                 | Arsenal | Inglaterra | 2008-09 |
| FA Women's National League Cup | Arsenal | Inglaterra | 2008-09 |
| FA Women's Premier League      | Arsenal | Inglaterra | 2008-09 |
| FA Women's Premier League      | Arsenal | Inglaterra | 2009-10 |